# Valdeolea
Valdeolea är en kommun i Spanien. Den ligger i den autonoma regionen Kantabrien i norra delen av landet, 280 km norr om huvudstaden Madrid. Antalet invånare är 884 (2024). Arean är 83,64 kvadratkilometer.